# Jerry Sikhosana
Jerry Sikhosana, né le 8 juin 1969 à Tembisa en Afrique du Sud, est un footballeur international international sud-africain. Il évoluait au poste d'attaquant.

## Biographie
Jerry Sikhosana reçoit 10 sélections en équipe d'Afrique du Sud entre 1996 et 1998, sans inscrire de but.
Il participe avec la sélection sud-africaine à la Coupe du monde 1998 organisée en France. Lors du mondial, il ne joue qu'un seul match, contre l'Arabie saoudite.

## Palmarès
- Champion d'Afrique du Sud en 1994 et 2001 avec les Orlando Pirates
- Vainqueur de la Coupe d'Afrique du Sud en 1993 avec les Witbank Aces
- Finaliste de la Coupe d'Afrique du Sud en 1998 avec les Orlando Pirates
- vainqueur de la coupe des clubs champions avec les Orlando Pirates en 1995 face à L’ASEC MIMOSAS de